# جاذبية اصطناعية

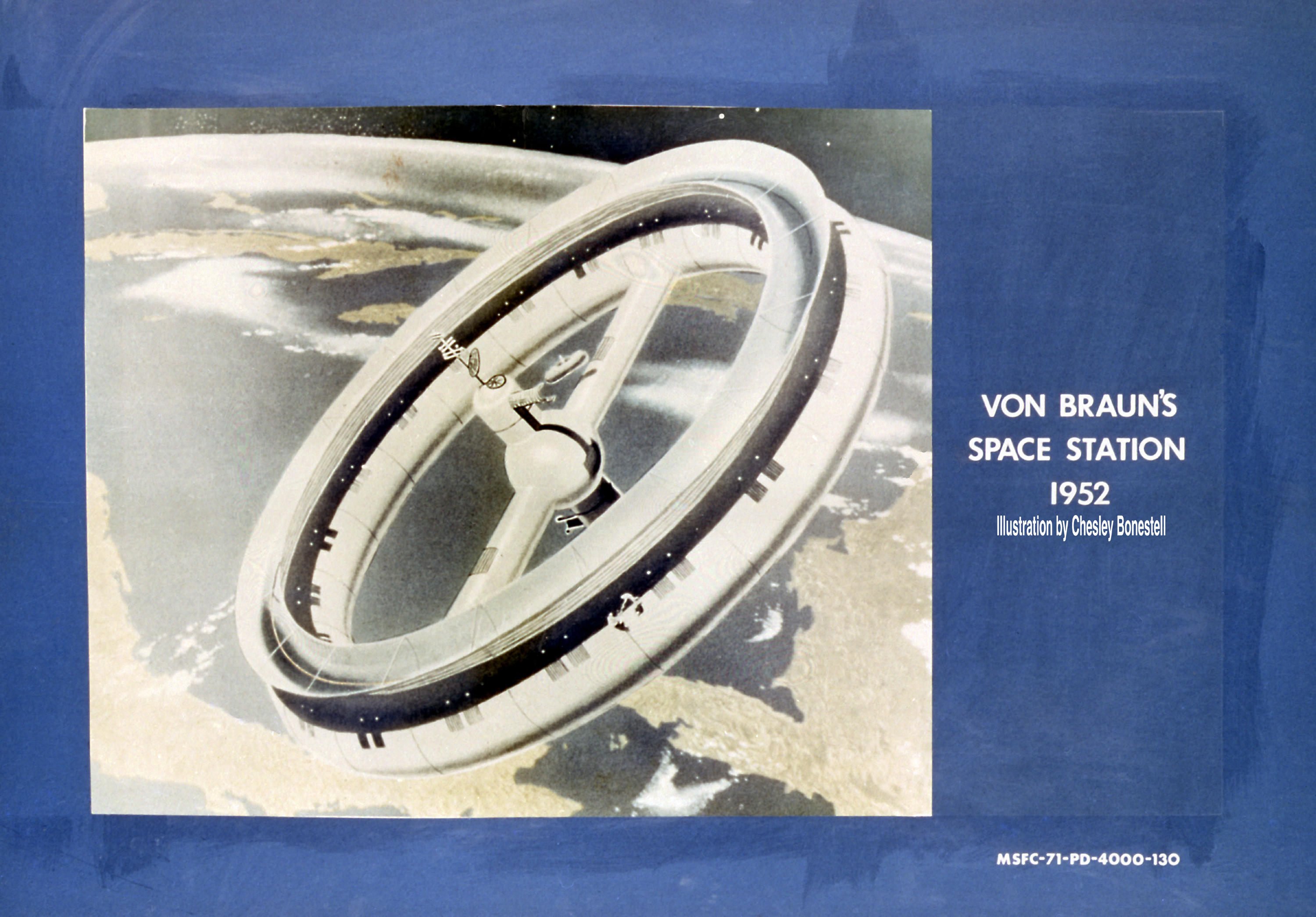
محطة فضائية مقترحة بقطر 1.6 كم، يمكنها الدوران بغرض توليد جاذبية اصطناعية، كما تصورها فان براون (1952).

الجاذبية الاصطناعية (بالإنجليزية: Artificial gravity)‏ هي تسارع ناتج عن تطبيق لقوة في الفضاء، بغرض محاكات تأثير الجاذبية. لا يجب الخلط بينها وبين التسارع الخطي المتقطع الذي يشعر به رواد الفضاء كقوة مطبقة على أجسادهم والتي تنشأ عن محرك الصاروخ، لهذا فإن مصطلح الجاذبية الاصطناعية يستخدم عادة للإشارة إلى قوة عمودية مستدامة. كما يمكن أن يشمل كذلك العديد من المفاهيم المختلفة المستخدمة في الخيال العلمي والتي تشير إلى التلاعب بالجاذبية.
على الأرض تستخدم الجاذبية الاصطناعية عادة في تداريب المحاكاة لمساعدة رواد الفضاء في التدريب على الظروف القاسية ، تكتسي الجاذبية الاصطناعية أهمية بالغة في مجال رحلات الفضائية المأهولة، حيث أن تطبيقها من شأنه أن يوفر بديلاً مؤقتاً عن الجاذبية؛ بهدف مكافحة ومواجهة الأثار الجانية الناجمة عن التعرض لفترات طويلة لانعدام الوزن.
هناك العديد من الطرق التي يمكن من خلالها توليد جاذبية اصطناعية (مثل الدوران، التسارع الخطي والمغناطيسية)،  لكن ولحد الساعة لم يتم تنفيذ أي منها في الفضاء الخارجي للأرض على اعتبار أن جميعها تتتميز بوجود عيوب، لعل أبرزها هو حتمية وجود مركبات ومحطات فضائية كبيرة جدا.

## مشاكل انعدام الجاذبية
تعد ظاهرة انعدام الجاذبية على اختلاف شدتها هي الأصل وراء معظم المشاكل الصحية التي يمكن أن يعاني منها رائد الفضاء حسب مدة التعرض، حيث أنها تعد واحدة من بين عدة مشاكل رئيسية أخرى تحول دون تكيف الإنسان في بيئة خارج الكرة الأرضية. بعد بضعة أشهر من التواجد في ظل انعدام الجاذبية وبالرغم من القيام بتمارين رياضية مصممة خصيصا لمكافحة آثار انعدام الوزن، يعاني جسم الإنسان من أضرار جمة، من بينها:
- فقدان كثافة العظام.
- ضمور العضلات.
- فقدان الرؤية.
- ضيق النفس.

بعد عودته إلى الأرض يصبح رائد الفضاء غير قادر على المشي بشكل مؤقت ويعاني من انخفاض ضغط الدم نتيجة لإضطرار قلبه من جديد كيفية مكافحة الجاذبية. بالإضافة إلى ذلك هناك فقدان كثافة العظام، الذي يكون في بعض الأحيان لا رجعة فيه. وفقا للعديد من الشهادات، لكي يعود رائد الفضاء إلى حالته الطبيعية التي كان عليها قبل إقامته في الفضاء، يجب عليه قضاء ما يتراوح بين يوم إلى 3 أيام على الأرض عن كل يوم قضاءه في الفضاء.
وعليه فإنه من منظور البعثات الطويلة الأجل المقرر إجراءها بين الكواكب (في ظرف عدة مئات من الأيام إلى عدة سنوات)، يبدو أن تطبيق الجاذبية الاصطناعية على متن المركبة الفضائية أمر
مطلوب من أجل تجنب الآثار السلبية على جسم الإنسان. وهو أمر لم يسبق له مثيل، نظرا لكونها تفرض مركبة بحجم أكبر بكثير من أي شيء تم وضعها في المدار حتى الآن.

## طرق خلق الجاذبية الاصطناعية
هناك عدة طرق لخلق الجاذبية الاصطناعية، يمكن تلخيصها في ثلاثة طرق رئيسية هي:

### الدوران
يمكن لمركبة الفضاء الدوران حول نفسها لخلق قوة طرد مركزي. عند دوران هذه المحطة حول نفسها، تشكل جدرانها قوة مركزية طاردة تطبّق على جميع الأجسام الواقعة بداخلها، ما يمكنهم من التحرك بشكل دائري، الشي الذي يخلق ما يعرف بوهم الجاذبية. لكن هذه التقنية تعاني من بعض الآثار الجانبية:
- قوى كوريوليس، ينتج هذا الأخير عن عملية الدوران، حيث يمكن لهذه القوى أن تعمل على التأثير على الأذن الداخلية ما يسبب العدبد من الأعراض من بينها الدوخة، الغثيان والارتباك. أظهرت التجارب التي أجريت في هذا المجال أن انخفاض معدل الدوران من شأنه التقليل قوى كوريوليس، وبالتالي التقليل من آثاره. بمعدل 2 دورات في الدقيقة يمكن تجنب تلك المشاكل المتعلقة بقوى كوريوليس. في حين أن دوران بمعدل 7 دورات في الدقيقة يعتبر مرتفعا جدا بالنسبة لمعظم الناس، إذ أن عدد قليل منهم يمكنه أن يعتاد على ذلك.
- تدرجات الجاذبية: تختلف الجاذبية التي يتم توليدها نتيجة للدوران وفقا للمسافة الفاصلة بين مركز الدوران. إذا كانت سرعة الدوران عالية، فإن كلا من الرأس والقدمين لا يستشعران نفس قوة الجاذبية. وهذا من شأنه جل الحركات الاعتيادية أكثر صعوبة.
- الزخم الزاوي: تؤدي السرعة الزاوية العالية إلى إنتاج مستويات عالية من قوة كوريوليس، حيث يتطلب الزخم الزاوي في هذه الحالة تواجد نظام دفع لتسريع أو إبطاء سرعة الدوران. ويتطلب ذلك محركات أو حذافات لتعويض الخسائر عن طريق تسريع أو فرامل أجزاء من المركبة.

لكي تولد مركبة فضائية معينة جاذبية اصطناعية مماثلة لجاذبية الأرض (1 جي) بواسطة طريقة الدوران، يجب أن يعادل نصف قطرها على الأقل إلى 224 م، وهو ما يتطلب مركبة فضاء كبيرة جدا. لتقليل كتلتها، يمكن أن تتكون المركبة بشكل رئيسي من عنصرين اثنين متصلين بواسطة كابل. التعرض الشديد للجاذبية الاصطناعية من وقت لآخر قد يكون كافيا للتعويض عن آثار انعدام الوزن. يمكن لأسطوانة من 10 متر تدور بمعدل 10 دوارت في الدقيقة توليد قوة جاذبية تبلغ 1 جي على مستوى الوركين (تكون أكبر بنسبة 11% على مستوى القدمين).

### التسارع
من خلال تسارع مستمر على طول خط مستقيم، يمكن للمركبة الفضائية خلق قوة على الأجسام المتواجدة بداخلها، تحاكي قوة الجاذبية في اتجاه معاكس للتسارع. لهذا، يجب أن تتوفر المركبة على نظام دسر يتميز باندفاع نوعي ذي كفاءة عالية، ونسبة جيدة للقوة نسبة للكتلة. مع ذلك، لا توجد لحد ساعة تطبيقات عملية لهذه الطريقة في الفضاء، بسبب مشاكل متعلقة بحجم وتكلفة المركبة الفضائية اللازمة لإنتاج تسارع مفيد يمكن مقارنته بشدة مجال الجاذبية على الأرض.

### الكتلة
هناك حل آخر لخلق جاذبية اصطناعية، يتجلى في تركيب جسم كثيف جدا في مركبة الفضاء بحيث يمكنه خلق مجال جاذبية خاص به، بجذب الأجسام نحوه. وهي في الواقع، القوة المعتادة للجاذبية، لكن هذه القوة تبقى ضعيفة جدا عندما يتعلق الأمر بكتل ضعيفة. يمكن لكويكب كبير أن يخلق فقط جزء من الألف من قوة جي، وهي قيمة صغيرة جدا لتكون صالحة للاستعمال. بالإضافة إلى ذلك، فإن هذي الطريقة تفرض على المركبة نقل الكتلة الإضافية معها، مما يزيد من استهلاك الطاقة أثناء السفر.

### المغناطيسية

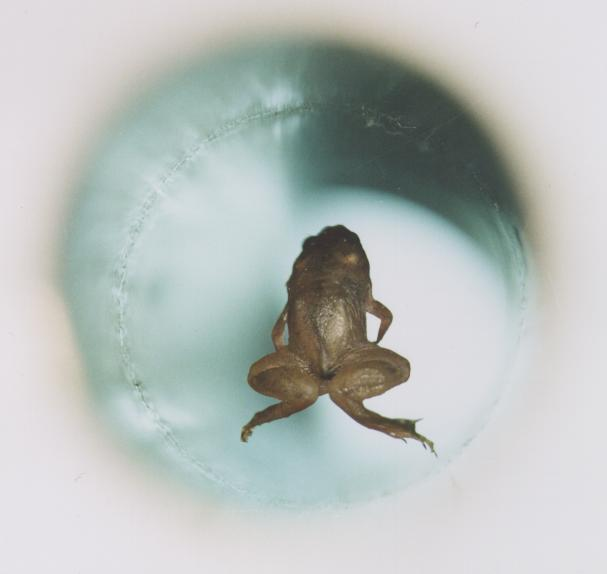
تجربة رفع ضفدع حي في ظل مجال مغناطيسي يبلغ حوالي 16 تسلا، باستعمال ملف بيتر اللولبي بقطر 32 مم عمودي.

في الأكوان التي تتناولها قصص الخيال العلمي، غالبا ما تكون الجاذبية الاصطناعية موجودة في مركبات الفضاء التي لا تدور ولا تتسارع. وهذا ليس ممكنا مع التكنولوجيا المتواجدة حالية، على الرغم من أن هناك تأثير مماثل يمكن أن ينشأ مع المغناطيسية المعاكسة. لكي يكون هذا التأثير مرئيا، يجب تجنب وضع أشياء غير مغناطيسية بالقرب من المجال المغناطيسي القوي جدا والذي تنشئه المغانط العالي الأداء. في الوقت الراهن، جعلت الدراسات والتجارب ما كان في الماضي مستحيلا وضربا من الخيال اليوم واقع ملموسا، حيث نجح باحثون من هلندا وأمريكا على التوالي في رفع ضدع وفأر صغير على الأكثر،  عن طريق إنتاج حقل مغناطيسي معاكس يمكنه إلغاء المجال المغاطيسي للأرض. لكن هذه الوسيلة المبتكرة تتطلب استخدام مغانط ونظم يبلغ وزنها آلاف الكيلوغرام وتتطلب نظم تبريد معقدة لضمان المحفاظ على توصيلها الفائق. العيب الآخر لهذه الطريقة يتجلى في كون المجالات المغناطيسية المستخدمة هي قوية للغاية، ما يطرح تحدي السلامة والأمان في حالة استخدامها مع البشر.

### مولد الجاذبية
بالرغم من أن هناك العديد من الشائعات والإدعاءات، إلا أنه ولحد الساعة ليس هناك تكنولوجيا عملية مثبتة لخلق الجاذبية دون وجود كتلة. يوجين بودكليتنوف، وهو مهندس روسي ادعى على سبيل المثال منذ أوائل التسعينيات أنه قد بنى معدات تحتوي على موصل دوري فائق قادر على إنتاج حقل مغناطيسي جاذب ضخمة، لكن لا توجد أي وسيلة للتحقق من ذلك ولا حتى نتيجة سلبية من قبل فريق آخر تثبت العكس. بحلول سنة 2006، ادعى فريق بحث تابع لوكالة الفضاء الأوروبية (إيسا) أنه أنشأ أخيرا معدات مكافئة قادرة على إنتاج 0.0001 من قوة جي،  لكنه لم يتم تكرار هذه النتيجة.

## الخيال العلمي

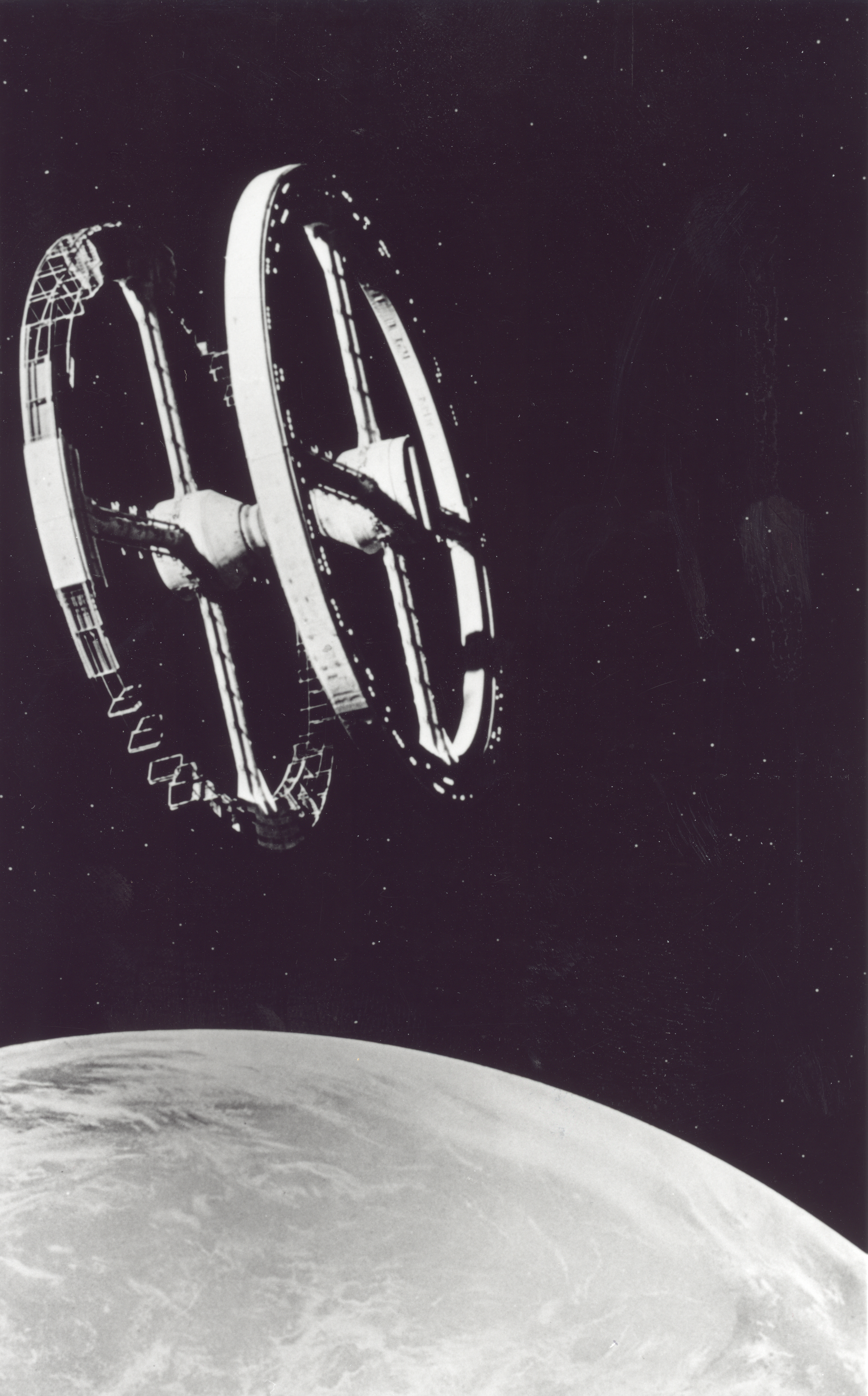
محطة الفضاء من فيلم 2001: A Space Odyssey: تمثيل الخيال العلمي لجاذبية اصطناعية في الفضاء

تعتبر الجاذبية الاصطناعية من بين أهم المواضيع الذي جرى التطرق لها ومناقشتها على مر التاريخ في الكثير من أعمال الخيال العلمي. على سبيل المثال فيلم 2001 ملحمة الفضاء (1968)، الذي قدم الجاذبية الاصطناعية بأسلوب واقعي: المتابع لهذا للفلم يلاحظ أن مركبة الفضاء ديسكفري، تجمع بين مناطق تتوفر على جاذبية وأخرى بدونها، حيث أن جهاز الطرد المركزي الدوار على مستوى المركبة الفضائية هو المسؤول عن توفير تلك الجاذبية الاصطناعية.
رواية رانديفو مع راما وما تلاها (بين سنتي 1973 و1993)، تجري احداثها في موطن أونيل أو مستوطنة أونيلية (O'Neill colony). هذه الأخيرة التي هي عبارة عن بناء اسطواني دوار ضخمة يمكنه توليد قوة جي اصطناعية على متنها.
تميز فيلم الخيال العلمي بين النجوم لسنة 2014، بمركبة فضائية تسمى إندورانس يمكنها الدوران حول محورها لخلق جاذبية اصطناعية، تسيطر عليها دافعات رجعية على متن السفينة الفضائية.

## روابط خارجية
- TEDx حول الجاذبية الاصطناعية (بالإنجليزية).